# Deneia
Deneia es un pueblo situado en el distrito de Nicosia, Chipre, a trece kilómetros al oeste de la capital, Nicosia. Es una de las cuatro aldeas situadas dentro de la zona de amortiguación controlada por las Naciones Unidas. 
El origen del nombre es desconocido. A diferencia de muchos otros pueblos en los que vivían, los Turcochipriotas nunca adoptaron un nombre alternativo para este pueblo.

## Conflicto Intercomunal
Deneia era un pueblo mixto hasta 1964. En el censo otomano de 1831 (solo se censaban varones), había 17 turcochipriotas y 8 Grecochipriotas. En 1891, sin embargo, su porcentaje se redujo al 49% (82 y 84 personas respectivamente). En el momento del censo de 1960, la participación turcochipriota de la población había disminuido a 39,5%.
El primer desplazamiento relacionado con el conflicto tuvo lugar en enero de 1964, cuando 128 habitantes turcochipriotas de Deneia abandonaron el pueblo hacia asentamientos más seguras, como Fota / Dağyolu, Krini / Pınarbaşı, Ortakeuy / Ortaköy y Lefka / Lefke. Se quedaron en esos lugares hasta 1974, y después de la guerra, a muchos de ellos se les dio alojamiento y la tierra en Agios Ermolaos, donde se establecieron. 
El número de los desplazados fue de aproximadamente 140 (128 en 1960). Además, los habitantes grecochipriotas de Deneia fueron desplazados temporalmente cuando el ejército turco ocupó el pueblo en 1974. El reajuste posterior de la línea de alto el fuego dio lugar a la evacuación del ejército del pueblo y el regreso de los grecochipriotas.

## Población actual
Actualmente el pueblo está habitado solo por sus habitantes grecochipriotas originales. El sector turco de la aldea se encuentra en ruinas. Aunque la Línea Verde se ejecuta a través de la aldea Dhenia, los únicos soldados en el pueblo son de UNFICYP. 
El último censo de 2001 pone la población total de la aldea a 304. El de 2021 indica 513 personas.